# Venturia bergi
Venturia bergi är en stekelart som först beskrevs av Brethes 1922.  Venturia bergi ingår i släktet Venturia och familjen brokparasitsteklar. Inga underarter finns listade i Catalogue of Life.